# Android Studio
Android Studio è un ambiente di sviluppo integrato (IDE) per lo sviluppo per la piattaforma Android. È stato annunciato il 16 maggio 2013 in occasione della conferenza Google I/O tenuta dal Product Manager Google, Katherine Chou. Android Studio è disponibile gratuitamente sotto licenza Apache 2.0.
Android Studio uscì in anteprima con la versione 0.1 nel maggio del 2013, entrò poi in fase beta a partire dalla versione 0.8 pubblicata nel giugno del 2014. La prima build stabile fu pubblicata nel dicembre del 2014, versione 1.0.
Basato sul software di JetBrains IntelliJ IDEA, Android Studio è stato progettato specificamente per lo sviluppo di applicazioni Android. È disponibile il download su Windows, Mac OS X e Linux, e sostituisce gli Android Development Tools (ADT) di Eclipse, diventando l'IDE primario di Google per lo sviluppo nativo di applicazioni Android.